# Романов, Николай Степанович
Николай Степанович Романов (род. 29 ноября 1949) — российский государственный и политический деятель, глава администрации Саратова (2006—2007).

## Биография
Николай Степанович родился 29 ноября 1949 года. В 1973 году завершил обучение в Саратовском строительном техникуме транспортного строительства. В 1980 году окончил Саратовский экономический институт.
С 1970 по 1981 годы осуществлял трудовую деятельность в «Мостоотряде № 8» «Мостостроя-3». Начинал работать монтажником, прошёл путь до старшего прораба.
С 1981 по 1982 годы работал главным инженером Энгельсского домостроительного комбината СПМК-1390 «Саратовоблсельстроя».
В 1982 году назначен на должность главного инженера, а затем до 1984 года трудился начальником ПМК-14 треста «Приволжскводопроводстрой».
С 1984 по 1986 годы работал в должности заместителя начальника «Мостоотряда № 3» «Мостостроя-3», с 1986 по 1991 годы — заместитель начальника проектно-строительного объединения «Саратовсельхозводопроводстрой».
С 1991 по 2001 годы трудился главным инженером АО «Саратов-Лада».
В 2001 году был трудоустроен в администрацию Энгельсского муниципального образования. До 2006 года работал в должности заместителя главы Энгельсского муниципального образования по экономике и управлению имуществом. С марта по июнь 2006 года исполнял обязанности главы администрации Энгельсского района.
В июне 2006 года перешёл на работу в администрацию города Саратова, заняв должность первого заместителя мэра.
28 июля 2006 года решением Саратовской городской думы Романов избран главой администрации города Саратова. В ноябре 2007 года подал в отставку.
В дальнейшем трудился в должности общественного советника Главного Федерального инспектора по Саратовской области.
Вдовец, воспитал двоих сыновей.